# Blanco cheque
Een blanco cheque is letterlijk een cheque (of ander bankdocument) waarop enkel een handtekening van de bevoegde rekeninghouder staat en verder alles blanco is gelaten. De begunstigde en het bedrag kunnen dus door een kwaadwillige naderhand worden ingevuld waarna de cheque meteen geïnd kan worden.
Figuurlijk betekent een blanco cheque een steunbetuiging bij voorbaat aan een ander. Er wordt verklaard: "Ik zal jou steunen wat je ook doet en wat de consequenties ook zijn." Zeer bekend is de blanco cheque die Duitsland aan Oostenrijk-Hongarije af gaf na de moord op Franz Ferdinand in 1914. 